# أحمد محمود (لاعب كرة قدم مواليد 2001)
أحمد محمود الحمادي (مواليد 6 يناير 2001)، لاعب كرة قدم إماراتي يجيد اللعب في الوسط مع نادي الجزيرة في دوري الخليج العربي الإماراتي .

## مسيرة اللاعب
مثل نادي الجزيرة و أعير إلى نادي الظفرة ونادي الإمارات .

## روابط خارجية
- أحمد محمود الحمادي على موقع Soccerway.com (الإنجليزية)